# Quercus argentata
Quercus argentata és una espècie de roure que pertany a la família de les fagàcies i està dins del subgènere Cyclobalanopsis, del gènere Quercus.

## Descripció
Quercus argentata és un arbre perennifoli que creix fins als 30 m i més. El tronc fa 1 m de DAH. L'escorça és llisa i té un color gris pàl·lid. Les branques són glabres, densament cobertes amb lenticel·les de color marró. Les fulles fan 10-20 cm de llarg, 3-5 cm d'ample, el·líptiques, coriàcies, glabres glauques i brillants per sobre, opac a continuació amb densa toment argentat; marge sencer o, de vegades sinuós-dentat a la meitat apical; 10 a 17 parells de nervis secundaris alçar fermament baix; prima, solcades, 2-3 cm de llarg pecíol. Les flors tenen 3-4 estils d'1 mm de llarg, sense estaminodis. Les glans fan 2-3 cm de llarg i 1,5-2 cm de diàmetre i són ovoides. La bol de la gla té 6-9 anells concèntrics d'escates que cobreixen la major part de la nou i el peduncle té anells gruixuts.

## Distribució
Creix a Borneo, Sumatra, Península de Malaca, i a Java Occidental, als 2700 al Mont Kinabalu.

## Taxonomia
Quercus argentata va ser descrita per Pieter Willem Korthals i publicat a Verhandelingen over de Natuurlijke Geschiedenis der ... 215. 1844.
Etimologia
Quercus: nom genèric del llatí que designava igualment al roure i a l'alzina.
argentata: epítet llatí que significa "argentat".